# Back in the U.S.
Back in the U.S. (рус. Обратно в США) (с подзаголовком Live 2002; рус. Концертный 2002) — двойной концертный альбом Пола Маккартни, выпущенный в 2002. Альбом записан во время тура Маккартни по США весной 2002, называвшегося «Driving USA Tour», проходившего в поддержку вышедшего в 2001 альбома Маккартни Driving Rain. Альбом был издан вместе с DVD, содержащим фильм о концертах первого тура Маккартни за почти десять последних лет.

## Об альбоме

### Аккомпанирующая группа
Маккартни для тура собрал аккомпанирующую группу, в которую вошло большинство из музыкантов, участвовавших в записи Driving Rain: гитаристы Расти Андерсон и Брайан Рэй, барабанщик Эйб Лабориэл мл. (Abe Laboriel Jr.) и клавишник Пол 'Уикс' Уикенс, который участвовал в предыдущих двух турах Маккартни в 1989—1990 (запись с концертов вышла на альбоме Tripping the Live Fantastic) и 1993 году (запись вышла на концертном альбоме Paul Is Live). По состоянию на 2012 год эти четверо всё ещё составляют аккомпанирующую Маккартни группу.

### Разногласия из-за написания «Леннон — Маккартни»
Хотя целью тура была рекламная кампания в поддержку альбома Driving Rain, значительную часть любого концерта Маккартни составляют его более ранние песни — записанные сольно или совместно с группой Wings, а также песни времён его участия в The Beatles. И как раз в отношении песен The Beatles, написанных им в соавторстве с Джоном Ленноном (авторство традиционно указывалось как «Леннон — Маккартни»), Маккартни совершил одно из самых неоднозначно воспринятых публикой действий за многие годы: хотя на альбомах Tripping the Live Fantastic, Unplugged (The Official Bootleg) и Paul Is Live написание было традиционным («Леннон — Маккартни»), в этот раз Пол решил изменить порядок имён и написать «Paul McCartney and John Lennon», вызвав этим раздражение у Йоко Оно, выраженное ею публично. Сообщалось, что Маккартни решил сделать это в ответ на то, что Йоко убрала упоминание Маккартни как соавтора песни «Give Peace a Chance» на сборнике Lennon Legend: The Very Best of John Lennon (1997). Хотя по-прежнему существует разногласие между критиками и поклонниками по поводу действий Маккартни, сам Джон Леннон никогда публично не обращал внимания на то, что порядок имён соавторов был изменён на альбоме Wings over America, вышедшем в 1976, за четыре года до гибели Леннона. Вопреки слухам, разбирательство между Йоко Оно и Маккартни было решено не доводить до суда, поскольку, в частности, упоминалось, что ещё в 1962 году Маккартни и Леннон договорились, что при написании авторства порядок имён может быть произвольным.

## Выпуск альбома
Back in the U.S. был выпущен лейблом Capitol 11 ноября 2002 исключительно для продажи в Северной Америке и Японии; для всего остального мира лейблом Parlophone через четыре месяца был выпущен альбом Back in the World с немного изменённым содержанием. Хотя это был уже шестой концертный альбом Маккартни, он пользовался большим успехом, хорошо экспортировался в другие страны и в итоге было продано более двух миллионов экземпляров альбома.
В чартах США альбом стартовал на 6-м месте с количеством продаж за неделю 224 тысячи экземпляров — наивысший результат, зафиксированный в системе маркетинговых исследований Nielsen SoundScan с начала её работы в 1991 году. Альбом был сертифицирован в США как дважды «платиновый», с количеством продаж более 1 миллиона экземпляров. В чарте Японии альбом стартовал на 5-м месте, сделав Маккартни одним из немногих «западных» музыкантов, чьи альбомы попадали в этой стране в 10 лучших. DVD с фильмом о туре, вышедший вместе с альбомом, также продавался очень хорошо.

## Список композиций
Все песни написаны Полом Маккартни и Джоном Ленноном, за исключением отмеченных особо.

### CD1
| №   | Название               | Автор(ы)                       | Длительность |
| --- | ---------------------- | ------------------------------ | ------------ |
| 1.  | «Hello, Goodbye»       |                                | 3:46         |
| 2.  | «Jet»                  | Пол Маккартни, Линда Маккартни | 4:02         |
| 3.  | «All My Loving»        |                                | 2:08         |
| 4.  | «Getting Better»       |                                | 3:10         |
| 5.  | «Coming Up»            | Пол Маккартни                  | 3:26         |
| 6.  | «Let Me Roll It»       | Пол Маккартни, Линда Маккартни | 4:24         |
| 7.  | «Lonely Road»          | Пол Маккартни                  | 3:12         |
| 8.  | «Driving Rain»         | Пол Маккартни                  | 3:11         |
| 9.  | «Your Loving Flame»    | Пол Маккартни                  | 3:28         |
| 10. | «Blackbird»            |                                | 2:30         |
| 11. | «Every Night»          | Пол Маккартни                  | 2:51         |
| 12. | «We Can Work It Out»   |                                | 2:29         |
| 13. | «Mother Nature's Son»  |                                | 2:11         |
| 14. | «Vanilla Sky»          | Пол Маккартни                  | 2:29         |
| 15. | «Carry That Weight»    |                                | 3:05         |
| 16. | «The Fool on the Hill» |                                | 3:09         |
| 17. | «Here Today»           | Пол Маккартни                  | 2:28         |
| 18. | «Something»            | Джордж Харрисон                | 2:33         |

Примечания:
- «Carry That Weight» — начиная с 1:58 звучит песня «You Never Give Me Your Money».
- «Here Today» — посвящение Маккартни Джону Леннону.
- «Something» — кавер-версия (одновременно посвящение Джорджу) одной из самых знаменитых песен Харрисона; Маккартни играет её на укулеле — одном из любимых инструментов Харрисона.

### CD 2
| №   | Название                                            | Автор(ы)                       | Длительность |
| --- | --------------------------------------------------- | ------------------------------ | ------------ |
| 1.  | «Eleanor Rigby»                                     |                                | 2:17         |
| 2.  | «Here, There and Everywhere»                        |                                | 2:26         |
| 3.  | «Band on the Run»                                   | Пол Маккартни, Линда Маккартни | 5:00         |
| 4.  | «Back in the U.S.S.R.»                              |                                | 2:55         |
| 5.  | «Maybe I'm Amazed»                                  | Пол Маккартни                  | 4:48         |
| 6.  | «C Moon»                                            | Пол Маккартни, Линда Маккартни | 3:51         |
| 7.  | «My Love»                                           | Пол Маккартни, Линда Маккартни | 4:03         |
| 8.  | «Can't Buy Me Love»                                 |                                | 2:09         |
| 9.  | «Freedom»                                           | Пол Маккартни                  | 3:18         |
| 10. | «Live and Let Die»                                  | Пол Маккартни, Линда Маккартни | 3:05         |
| 11. | «Let It Be»                                         |                                | 3:57         |
| 12. | «Hey Jude»                                          |                                | 7:01         |
| 13. | «The Long and Winding Road»                         |                                | 3:30         |
| 14. | «Lady Madonna»                                      |                                | 2:21         |
| 15. | «I Saw Her Standing There»                          |                                | 3:08         |
| 16. | «Yesterday»                                         |                                | 2:08         |
| 17. | «Sgt. Pepper’s Lonely Hearts Club Band» / «The End» |                                | 4:39         |

### DVD
1. «Hello, Goodbye»
2. «Jet» (Пол Маккартни, Линда Маккартни)
3. «All My Loving»
4. «Live and Let Die» (Пол Маккартни, Линда Маккартни)
5. «Coming Up» (Пол Маккартни)
6. «Blackbird»
7. «We Can Work It Out»
8. «Here, There, and Everywhere»
9. «Eleanor Rigby»
10. «Matchbox» (Карл Перкинс)
11. «Your Loving Flame» (Пол Маккартни)
12. «The Fool on the Hill»
13. «Getting Better»
14. «Here Today» (Пол Маккартни)
15. «Something» (Джордж Харрисон)
16. «Band on the Run» (Пол Маккартни, Линда Маккартни)
17. «Let Me Roll It» (Пол Маккартни, Линда Маккартни)
18. «Back in the U.S.S.R.»
19. «My Love» (Пол Маккартни, Линда Маккартни)
20. «Maybe I’m Amazed» (Пол Маккартни)
21. «Freedom» (Пол Маккартни)
22. «Let it Be»
23. «Hey Jude»
24. «Can’t Buy Me Love»
25. «Lady Madonna»
26. «The Long and Winding Road»
27. «Yesterday»
28. «Sgt. Pepper’s Lonely Hearts Club Band» / «The End»
29. «I Saw Her Standing There»

Бонус-треки
1. «Driving Rain» (Пол Маккартни)
2. «Every Night» (Пол Маккартни)
3. «You Never Give Me Your Money»/«Carry That Weight»

## Чарты и сертификации

### CD

#### Позиции в чартах
| Страна | Чарт (2002—2003)                     | Макс. позиция | Недель в чарте | Продажи  |
| ------ | ------------------------------------ | ------------- | -------------- | -------- |
| Япония | Oricon Weekly Albums Chart (top 300) | 4             | 10             | 77,000+  |
| США    | Billboard 200                        | 8             | 14             | 981,000+ |

#### По итогам года
| Страна | Чарт (2003)        | Позиция |
| ------ | ------------------ | ------- |
| США    | Billboard Year-End | 71      |

#### Сертификации
| Страна        | Сертификация         | Дата           |
| ------------- | -------------------- | -------------- |
| США (RIAA)    | 2× мульти-Платиновый | 10 января 2003 |
| Канада (CRIA) | 2× Платиновый        | Январь 2003    |
| Япония (RIAJ) | Золотой              | Февраль 2003   |

### DVD

#### Позиции в чартах
| Страна | Чарт (2003)                       | Макс. позиция | Недель в чарте |
| ------ | --------------------------------- | ------------- | -------------- |
| Япония | Oricon Weekly DVD Chart (top 300) | 18            | 6              |

#### Сертификации
| Страна          | Сертификация         | Дата           |
| --------------- | -------------------- | -------------- |
| Канада (CRIA)   | 4× Платиновый        | Февраль 2003   |
| США (RIAA)      | 3× мульти-Платиновый | 10 января 2003 |
| Германия (BVMI) | Золотой              | 2003           |